# 門石信号場
門石信号場（かどいししんごうじょう）は、宮崎県宮崎市田野町乙にある、九州旅客鉄道（JR九州）日豊本線の信号場である。

## 歴史
- 1965年（昭和40年）10月1日：日本国有鉄道（国鉄）が開設[1]。
- 1987年（昭和62年）4月1日：国鉄分割民営化により九州旅客鉄道が継承[1]。
- 2022年（令和4年）4月1日：宮崎支社の発足により、鹿児島支社から同支社へ移管[2]。

## 構造
2線を有する単線行き違い型の信号場である。上下方共に片開き分岐器になっており、構内には橋梁がある。一見一線スルー配線のようだが、単線に腹付けして信号場にした配線であり、列車の追い抜きはできない。

## 周辺
人家等が全く見当たらない山中にあるが、林道から自動車でアクセスできる。

## 隣の駅
九州旅客鉄道（JR九州）
■日豊本線
田野駅 - 門石信号場 - 青井岳駅